# Cárcel del Saladero
La cárcel del Saladero, también llamada «Cárcel de Villa», fue un presidio de la ciudad española de Madrid, activo durante el siglo xix y situado en la plaza de Santa Bárbara. Debía su nombre al uso original del edificio, un saladero de tocino.

## Historia

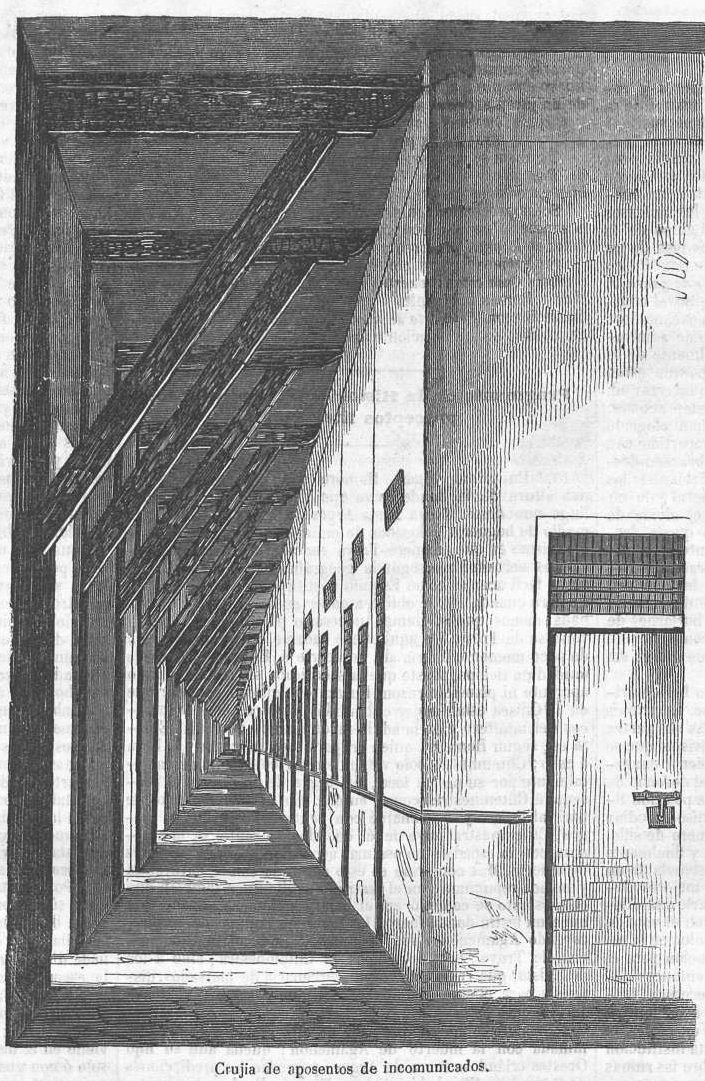
Crujía de aposentos de incomunicados en la revista La Ilustración (1851)

La cárcel del Saladero, también denominada «cárcel de Villa», se encontraba situada en la plaza de Santa Bárbara y debía su nombre al uso original del edificio, un saladero de tocino, construido por proyecto del arquitecto Ventura Rodríguez en el siglo XVIII, concretamente en 1768. Inaugurada como cárcel hacia 1831, Ramón de Mesonero Romanos afirmaría de los primeros años de funcionamiento de la prisión que en ella «la multitud de infelices aglomerados en aquellas sucias mazmorras, podría considerarse relegados a la clase del más inmundo animal». Hacia 1840 las condiciones de la prisión mejoraron a través de la Sociedad de Mejora para el Sistema Carcelario, con la separación de presos y el paso de las cárceles a dirección municipal.
Hacia 1848 el regidor comisario de la cárcel era Ramón Aldecoa, al que sucedería Anastasio Márquez. Tras diversas trabas burocráticas consiguieron llevarse a cabo a lo largo de 1848 y 1849 una serie de obras y mejoras en el interior del edificio.
El periodista y escritor Roberto Robert la describía hacia 1863 como «cárcel formada de desechos, destinada á presos vulgares; sin los atractivos de lo desconocido, sin el encanto de la tradición». Ángel Fernández de los Ríos la describiría en su Guía de Madrid de 1876 de la siguiente manera:

Todo en cuanto en aquel edificio se ve es vergonzoso y repugnante. El patio grande, con sus calabozos subterráneos; el chico, de iguales condiciones; el de detenidos para presos y presidiarios de tránsito; el de los micos, llamado así por ser el de recreo de los niños, y el departamento de los jóvenes, á quienes también suele corresponder el terriblemente significativo apodo de micos, es decir, de imitadores de los criminales.»
(Fernández de los Ríos, 1876, pp. 606-608)

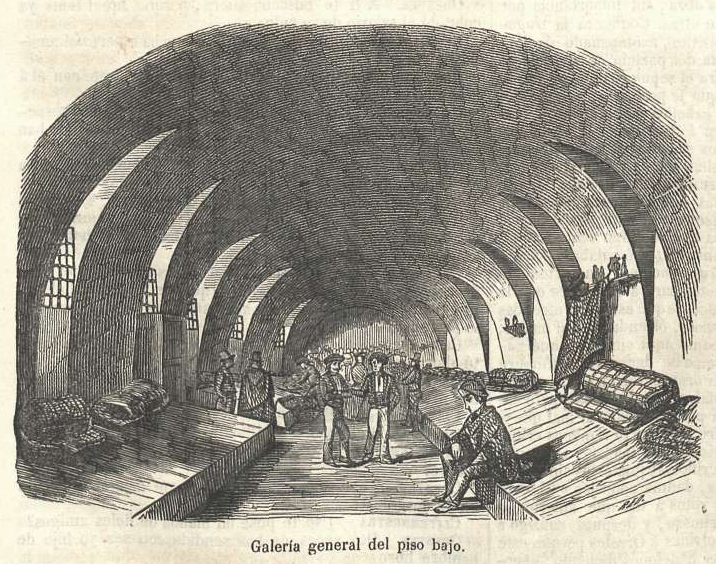
Galería general del piso bajo (La Ilustración, 1851)

Durante el sexenio democrático se escribieron diversas publicaciones periódicas desde el interior de la propia cárcel del Saladero, como El Rayo (1870) o La Honra Nacional (1871). La cárcel permaneció en funcionamiento hasta el 9 de mayo de 1884, cuando sus presos fueron trasladados a la nueva Cárcel Modelo de Madrid. Fue demolida cerca de 1887 y en su lugar se encuentra el Palacio de los Condes de Guevara.
En el Saladero estuvieron encarcelados bandidos como Luis Candelas o Francisco de Villena, más conocido como Paco «el Sastre» —ambos fugados de la prisión—, además de personajes de la vida política de la época como Salustiano Olózaga, el cura Merino, Manuel María de Aguilar, Nicolás Salmerón, los periodistas republicanos Enrique Rodríguez Solís y Enrique de Arredondo o el propio Roberto Robert; incluso el torero Frascuelo llegaría a estar brevemente entre sus muros.